# Waimanalo
Waimanalo és una població dels Estats Units a l'estat de Hawaii. Segons el cens del 2000 tenia 3.664 habitants.

## Demografia
Segons el cens del 2000, Waimanalo tenia 3.664 habitants, 849 habitatges i 751 famílies. La densitat de població era de 3598,09 habitants per km².
Dels 849 habitatges, en un 38,9% hi vivien nens de menys de 18 anys; en un 59,4% hi vivien parelles casades; en un 21,0%, dones solteres, i en un 11,5% no eren unitats familiars. En el 8,5% dels habitatges hi vivien persones soles el 3,3% de les quals corresponia a persones de 65 anys o més que vivien soles. El nombre mitjà de persones vivint en cada habitatge era de 4,31 i el nombre mitjà de persones que vivien en cada família era de 4,42.
Per edats la població es repartia de la següent manera: un 31,4% tenia menys de 18 anys, un 10,6% entre 18 i 24, un 28,8% entre 25 i 44, un 20,8% de 45 a 64 i un 8,4% 65 anys o més.
L'edat mediana era de 30,2 anys. Per cada 100 dones hi havia 97,2 homes. Per cada 100 dones de 18 o més anys hi havia 93,83 homes.
La renda mediana per habitatge era de 47.594 $ i la renda mediana per família de 43.347 $. Els homes tenien una renda mediana de 28.036 $ mentre que les dones 21.621 $. La renda per capita de la població era de 12.493 $. Aproximadament el 5,9% de les famílies i el 8,1% de la població estaven per davall del llindar de pobresa.

## Poblacions més properes
El següent diagrama mostra les poblacions més properes.